# 사랑하고 있나봐요
<사랑하고 있나봐요>는 대한민국의 여성 싱어송라이터 장덕에 의해 작사 · 작곡된 곡이다. 대한민국의 자매 듀엣그룹 국보자매의 1984년 음반 백치미의 A면 2번 트랙곡으로 발표되었다.